# Kotor (razred fregat)
Kotor je razred dveh lahkih fregat, ki so jih zgradili v ladjedelnici Kraljevica v 1980-ih. Sprva ju je uporabljala Jugoslovanska vojna mornarica, sedaj pa Črnogorska vojna mornarica. Zasnovani sta bili na osnovi sovjetskih fregat razreda Koni. 

## Opis
Fregate tega razreda so bile oborožene s štirimi protiladijskimi raketami SS-N-2 Styx (P-15 Termit). Vsaka raketa je težka 2670 kg, ima doseg do 80 kilometrov, hitrost leta 0,9 Macha in višino leta 100-300 metrov.

## Specifikacije
- Tip: Fregata
- Izpodriv: 1250 ton (standardni), 1492 ton (največ)
- Dolžina: 91,8 m
- Širina: 12,8 m
- Ugrez: 4,2 m
- Pogon: 2-gredna,  CODAG izvedba, 1x plinska turbina (11472 kW), 2x dizelska motorja (3648 kW)
- Hitrost: 27 vozlov
- Doseg:1800 navtičnih milj pri 14 vozlih
- Senzorji: MR-302 Rubka, Decca RM 1226, MPZ-301, 9LV-200 MK-2, MR-104 Ris
- Oborožitev:
- 1x SA-N-4 protiletalske rakete
- 4x SS-N-2 Styx (P-15 Termit) protiladijske rakete
- 2x 76.2 mm topova
- 2x 30 mm topova
- 2x RBU-6000 metalec globinskih bomb
- 2x MTU-IV izstreljevalca raket Strela 2M
- 20 morskih min